# 니시오카 쓰요시
니시오카 쓰요시(일본어: 西岡 剛, 1984년 7월 27일 ~ )는 일본의 프로 야구 선수이며, 현재 베이스볼 챌린지 리그인 도치기 골든 브레이브스의 소속 선수(내야수)이다.
오사카부 다이토시 출신으로 2007년의 등록명은 ‘TSUYOSHI’(쓰요시).

## 인물

### 프로 입단 전
나라 시립 헤이조히가시 중학교 시절에 ‘고리야마 시니어’팀의 선수로서 전국 대회에 출전했다. 당시부터 PL가쿠엔 고등학교에 진학을 목표로 두며 그 학교에서 야구를 하는 것을 바라고 있었지만 PL가쿠엔의 선발에서 탈락했다는 소식을 직접 통보받으면서 큰 충격을 받아 PL가쿠엔을 넘어뜨리는 것을 목표로 오사카도인 고등학교에 진학했다. 고교 재학 중 PL가쿠엔과 경기에서는 한 번도 패한 적이 없었다.
3학년 때는 주장으로 발탁되었고 여름에 열린 제84회 전국 고등학교 야구 선수권 대회에 4번 타자로서 출전했는데 첫 경기인 도호 고등학교에게 패했고, 고교 통산 42개의 홈런을 기록했다. 2002년에 열린 프로 야구 드래프트 회의에서는 지바 롯데 마린스로부터 1순위 지명을 받아 입단하여 등번호는 7번으로 배정되었다.

### 지바 롯데 마린스 시절

#### 2003년
춘계 스프링 캠프로부터 1군에 동행, 개막전에서의 1군 엔트리는 제외되었지만 6월 21일에는 1군에 첫 승격하였고 첫 타석에서는 도카노 히사시로부터 첫 안타가 되는 2루타를 때려냈다. 2군에서는 타율 2할 1푼 6리를 기록하여 규정 타석을 채운 타자 중에서는 가장 저조했다.

#### 2004년
다카하시 요시히코 타격 코치의 지도 하에 애당초에는 좌타자이면서 스위치 히터로 전향하여 두각을 나타낸다. 그 해에는 프로 데뷔 첫 홈런을 때려낸 것을 포함한 6개의 홈런을 기록했다.

#### 2005년
그 해에 창단한 도호쿠 라쿠텐 골든이글스와의 개막전에서는 선발 명단에서 제외되었지만 시즌 중반 이후 호리 고이치나 고사카 마코토와의 병용이면서 2루수 혹은 유격수로서의 선발 출전 기회가 증가되었다. 41개의 도루를 기록하여 도루왕 타이틀을 획득했고 그리고 베스트 나인을 유격수 부문, 골든 글러브상을 2루수 부문에서 각각 수상했다. 그 해의 베스트 나인 2루수 부문은 호리, 골든 글러브상 유격수 부문은 고사카가 수상했고 니시오카와의 로테이션으로 키스톤 콤비를 이루었던 두 사람이었다.

#### 2006년

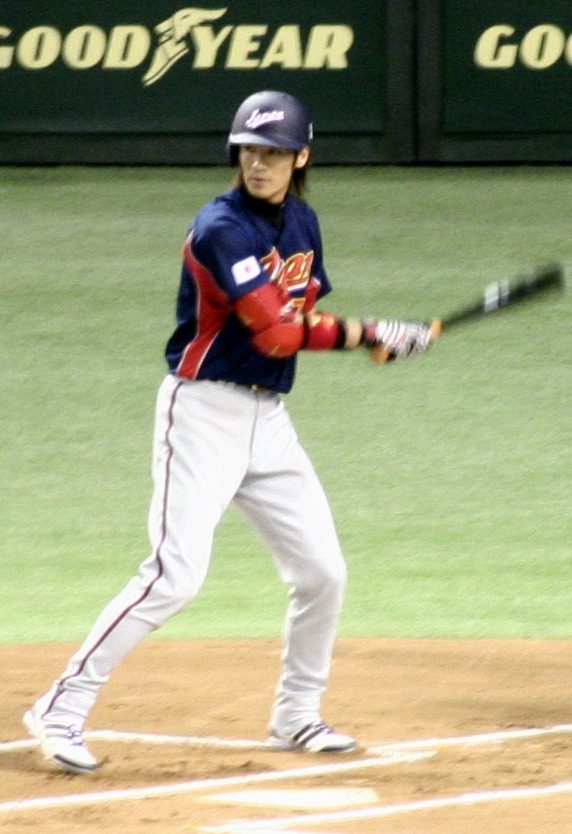
2006년 월드 베이스볼 클래식 일본 대표팀 시절의 니시오카

오 사다하루 감독이 이끄는 2006년 월드 베이스볼 클래식 일본 대표팀 선수로 발탁되어 2루수로서 출전했고 2라운드인 미국전에서는 당시 주심이었던 밥 데이비드슨의 오심으로 3루 주자였던 니시오카를 아웃시켰다(득점은 없음).
이후 정규 시즌에서는 작년에 키스톤 콤비 병용의 부담으로 인해 무릎을 다친 것으로부터 1번·유격수로 고정되었다. 팀은 4위에 떨어졌지만, 자신은 거의 작년에 필적하는 성적을 남겼다. 6월 20일의 한신 타이거스와의 경기 직전에 열린 스피드건 콘테스트에서는 142km/h를 기록했다. 한신에서는 후지모토 아쓰시와 노구치 도시히로가 도전하여 후지모토는 132km/h, 노구치는 134km/h를 기록했다. 변화구도 던질 수 있는 것 같아서, 너클볼과 같은 구종도 던질 수 있어 그것도 꽤 떨어진다고 말했다.

#### 2007년
1월 7일에 등록명을 자신의 본명으로부터 ‘TSUYOSHI’(쓰요시)로 변경했는데 등록명을 변경하기 전날 자신의 블로그에서 “내일 중대한 발표를 한다”라고 밝혔다. 등록명 변경을 앞두고 개인적으로도 친분이 있는 ‘SHINJO’ 라는 등록명을 가진 신조 쓰요시와 면담을 했는데 신조는 ‘쓰요퐁(つよぽん)으로 하면?’이라고 추천했지만 그것이 부끄러우면 ‘TSUYOSHI’로 했다고 말한다. 그러나 문자 수의 제약이나 이미 ‘니시오카’(西岡)로 유명해지고 있었기 때문에 등록명을 변경한 이후에도 일부 신문이나 NHK 등에서는 ‘니시오카’라고 기재되는 경우가 있었다. 그 외에도 한신 고시엔 구장에서는 전광판에 선수 이름을 표시할 때 6개의 문자를 넘으면 표시할 수 없기 때문에 S와 H를 제외한 ‘TUYOSI’라고 표기되었다.
2007년 시즌에는 손목 부상이나 목에 통증이 있는 와중에도 규정 타석을 채웠고 본인으로서는 처음으로 3할대의 타율을 기록했다. 유격수 부문에서 골든 글러브상을 수상했고 도루의 정확도가 높은 스위치 히터로 준족을 가진 하야카와 다이스케와 짝을 이루는 1번과 2번의 콤비로 팀을 이끄는 존재가 되었다.

#### 2008년
1월 7일에 “원점 회귀”로서 등록명을 본명으로 되돌리겠다고 밝혔고 2008년부터 양쪽 귀를 보호하는 헬멧을 사용했다. 그러나 무릎 통증으로 인해 매년 일정하게 기록하고 있던 도루 개수는 18개로 줄어들어 시즌 후반기에는 홈에 들어왔을 시에 발을 질질 끄는 모습을 보이면서도 경기 출전을 강행했다. 고질적인 부상으로 타격, 수비, 주루 등 기대 이하의 플레이로 암울한 1년을 보냈지만 팀을 이끄는 선수로서의 자각도 싹트면서 타율은 2년 연속 3할 대에 도달했고 본인으로서는 처음으로 두 자릿수 홈런 기록을 달성했다.
시즌 종료 후에는 사부로와 함께 구단 측의 경비 부담으로 미국으로 건너가 부상을 해소하기 위한 신체검사를 하는 것과 동시에 재활훈련 방법을 배웠다. 그 해 12월, 니시아자부에서 입단 동기인 하야사카 게이스케와 함께 무임 승차범을 붙잡았다. 또, 고등학교의 후배인 히라타 료스케와 나카타 쇼를 포함한 6명과 함께 ‘TEAM TSUYOSHI’를 결성, 도내에서 합동 자주 트레이닝을 실시했다.
2009년 월드 베이스볼 클래식 일본 대표팀의 발탁을 목표로 했지만 주전 2루수에 이와무라 아키노리, 주전 유격수는 나카지마 히로유키가 발탁된 후 하라 다쓰노리 등의 WBC 코치진들이 “컨디션이 좋은 선수를 맡는다”라는 방침에 따라 고질적인 부상의 영향으로 결국 발탁되지 못했다. 계약 갱신에서는 WBC 대표팀으로 발탁되지 않았다는 이유로 다음 시즌 연봉에서는 1,000만엔을 반납했고 “자신을 선택하지 않았던 것을 후회할 정도의 활약을 하고 싶다”라는 내용의 보도가 각 신문에 게재되었고 그 후 인터뷰에서는 “우승해서 돌아와주었으면 좋겠다. 자신은 다음의 WBC야말로 일본 대표팀으로 선택되고 싶다는 기분을 발판 삼아 야구인으로서의 성장에 연결하고 싶다”라고 말했다.

#### 2009년
도루 성공한 횟수와 도루 실패한 횟수가 작년부터 상승했지만 타율이 2할 6푼을 기록할 정도의 크게 침체되어 안타 개수도 118개로 부진했다. 한편으로 볼넷은 크게 늘어나면서 출루율은 작년보다 상승했다. 시즌 도중에 바비 밸런타인 감독의 해임이 발표되자 일부 팬들은 ‘사형’이라는 과격한 표현으로 밸런타인 감독의 해임을 반대하거나 구단을 비판하는 현수막을 내걸린 것에 대해 9월 26일의 히어로 인터뷰에서는 스스로 단상에서 내려가 2분 간에 걸쳐 “정말로 지바 롯데를 사랑하고 있다면 내일부터 현수막을 내려 주십시오”라고 호소했다. 다음날 관중석에서는 니시오카를 비난하는 내용의 현수막을 내걸어 응원가 연주를 거부하는 등의 극단적인 행동을 했지만 자신을 비난하는 팬과 응원단을 비판하지 않고 묵묵하게 플레이를 계속했다. 12월 29일에 계약 갱신에서는 “WBC 출전의 평가가 나오지 않았는데도 받는 것은 이상하다” 라는 이유를 들어 구단 측에 1,000만엔의 반납을 신청했다.

#### 2010년
사토자키 도모야를 대신해 주장으로 발탁되어 유니폼의 왼쪽 가슴에 ‘C’라는 마크가 추가되었다. 그 해부터는 사회 공헌 활동으로서 야마다 구니코가 대표이사로 있는 ‘리본 운동·암의 약을 보급하는 모임’에 참여하여 안타 1개씩을 기록하면 1만엔을 기부하는 활동을 시작했다. 정규 시즌에서는 개막 이후부터 호조를 유지해 5월에는 타율 4할 1푼 7리, 4홈런, OPS 1.167의 성적을 남기는 등 월간 MVP를 차지했다. 7월 24일에는 패션 모델인 도쿠자와 나오코와 결혼한다는 내용을 자신의 블로그를 통해 밝히면서 26세의 생일인 같은 달 27일에 혼인 신고를 했다.
9월 1일의 라쿠텐전에서 시즌 21회의 맹타상 획득을 달성했는데 벳토 가오루가 팀의 전신인 마이니치 오리온스 시절이었던 1950년에 수립한 구단 기록을 경신했다. 9월 12일의 사이타마 세이부 라이온스전에서는 1회에 좌전 안타를 때려내 시즌 181번째의 안타를 장식하여 1961년에 에노모토 기하치(마이니치 오리온스)가 기록한 시즌 180안타 기록을 깨는 구단 신기록을 달성했다.
9월 21일의 라쿠텐전에서는 시즌 26번째의 맹타상을 달성하면서 이치로와 대등한 성적을 남겼고, 9월 25일의 오릭스 버펄로스전의 4회에 선발 가네코 지히로로부터 3안타를 기록하면서 27번째의 맹타상을 달성하는 등 일본 기록을 경신했다. 또 이치로가 기록한 이후 퍼시픽 리그에서의 두 번째이자 일본인 스위치 히터, 내야수로서는 처음이 되는 시즌 200안타를 달성하여 역대 4번째가 되는 스위치 히터로서의 수위 타자를 차지함과 동시에 최다 안타의 타이틀도 석권했다. 전 경기의 풀 이닝 출전도 완수하면서 일본 프로 야구의 신기록이 되는 시즌 692타석을 기록했다.
11월에는 자신의 블로그를 통해 “메이저 리그에서 야구를 하는 것은 어릴 적부터 꿈이었다. 자신 힘도 알고난 다음에 도전하고 싶다”라는 글을 남기면서 포스팅 시스템에 의한 메이저 리그 이적을 신청해 미네소타 트윈스가 교섭권을 획득했다.

### 미네소타 트윈스 시절
12월 17일에 미네소타 트윈스와 총액 925만 달러의 3년 계약(4년째는 연봉 400만 달러의 구단 옵션)을 맺고 미네소타 구단으로서는 처음으로 일본인 선수가 되었다. 12월 18일에는 타깃 필드에서 등번호 1번이 새겨진 유니폼을 입고 기자 회견을 실시해 기자 회견 자리에는 메이저 리그 명예의 전당에 헌액된 폴 몰리터도 참석해 전면적인 백업을 약속하였다. 등번호는 지바 롯데 시대와 똑같은 7번을 희망하고 있었지만, 미네소타 트윈스의 간판 선수인 조 마우어가 착용하고 있었기 때문에 1번으로 결정했다.

#### 2011년
그 해 스프링 트레이닝에서는 13경기 연속 안타를 기록하는 등 타율 3할 4푼 5리의 성적을 남기면서 감독의 론 가든하이어는 2루수로서 기용할 것을 밝혔다. 4월 1일 토론토 블루제이스와의 개막전에 출전하면서 본격적인 메이저 리그 무대에 데뷔하였고 26세의 출전은 일본인 야수로서는 최연소가 되었다. 그러나 4월 7일의 뉴욕 양키스전에서 1루 주자였던 닉 스위셔가 2루에 미끄러져 들어갔을 때에 충돌을 일으켜 왼쪽 종아리뼈의 골절로 부상자 명단에 오르기도 했다. 마이너 리그에서의 조정중에는 폴 몰리터로부터 병살 플레이 등의 지도를 받았고 마이너 리그 합계 7경기에 출전한 후 6월 16일의 시카고 화이트삭스전에서는 유격수로서 다시 복귀했다.
7월까지 타율 2할 6리, 출루율 2할 5푼 9리를 기록하면서 부진했고 8월부터는 타율 2할 7푼 2리, 출루율 3할 2푼 3리로 회복하기 시작했지만 8월 하순부터는 오른쪽 옆구리를 다쳐 9월에는 5경기에 출전한 후 부상자 명단에 들어가면서 시즌을 마쳤다.
좌완 투수와 상대할 때 2할 3리의 낮은 타율을 남기면서 침체되었는데 특히 몸쪽에 대응을 하지 못했다는 혹평을 받았다. 시즌을 통해서는 68경기에 출전하여 홈런없이 타율 2할 2푼 6리, 출루율 2할 7푼 8리, 2개의 도루에만 그쳤고 수비에서도 모두 기대 이하의 활약을 보여주는 등 CBS 스포츠가 ‘최저수훈선수’(Least Valuable Player) 후보에 이름을 올리기도 했다.

#### 2012년
2월, 그의 부인 도쿠자와 나오코와의 이혼 협의 중에 있다는 사실이 언론에 보도되었고 스프링 트레이닝 도중 왼손 새끼 손가락을 다쳐 3월 19일에 다시 마이너 리그로 내려갔다. 시즌 개막도 마이너 리그에서 맞이하였고 4월 24일에는 오른쪽 발목의 염좌로 부상자 명단에 들어갔다. 전반기에서는 63경기에 출전하여 타율 2할 2푼 8리, 홈런 1개, 출루율은 3할, 도루 6개라는 저조한 성적을 남겼지만 후반기부터 회복하기 시작하여 대니 발렌시아의 이적에 의해 8월 6일 메이저 리그로 승격되었다. 3경기에 선발로 출전했지만 12타수 무안타, 1타점, 2차례의 실책을 기록하면서 13일에 마이너 리그로 다시 내려갔다. 20일에는 40인 로스터에서 제외되었고 후반기에는 마이너 리그에서 38경기에 출전해 타율 3할 3푼, 홈런 1개, 출루율 3할 3푼 7리, 도루 1개를 기록했다.
9월 29일에는 자진 방출 형식으로 미네소타 트윈스에서 방출되었다.

### 한신 타이거스 시절
11월 20일에 한신 타이거스와 2년 간 총액 4억 엔의 플러스 성과급으로 계약을 맺으면서 등번호는 7번으로 배정되었다.
2013년부터 2018년까지 뛰다가 2018 시즌 끝난 후 자유계약 선수로 풀려났다.

## 베이스볼 챌린지 리그 시절
- 2019년 3월 12일 BC리그의 도치기 골든 브레이브스에 입단할 발표됐다.등번호는 1번으로 배정되었다.

## 플레이 스타일
- 고졸 출신으로서의 입단 3년째인 2005년과 스위치 히터로 전향한 2년째인 2004년에는 도루왕을 차지할 정도의 탁월한 센스와 유격수의 수비가 주무기이다.
- 2006년부터 2010년까지 5년간 우완 투수와 상대할 때의 통산 타율은 2할 9푼 3리를 기록했지만 좌완 투수와 상대할 때 3할 2푼의 타율을 기록하면서 좌완 투수에 강한 면모를 갖고 있다. 특히 타율이 3할 대를 넘는 시즌은 모두 우완 투수보다 좌완 투수와 상대할 때의 타율이 높은 편이다(2007년은 3할 8푼, 2008년은 3할 1푼 3리, 2010년은 3할 8푼 7리).
- 수비에서는 유격수와 2루수를 맡으면서 유격수에서는 3루수와 유격수 사이를 가르는 타구에 약할 정도로 실책하는 경우가 적지 않았지만, 정위치 부근으로부터 2루수와 유격수 사이를 가르는 타구에 강하다. 2010년에는 600이닝 이상을 출전한 유격수로서 양대 리그 1위인 UZR 13.1을 기록하는 등 실책 횟수를 보충하고도 남는 수비 범위의 넓이를 자랑한다. 2005년에는 바비 밸런타인 감독에 의한 상황에 따라서 그 때마다 2루수 또는 유격수로 배치 전환한다는 기용법이 화제가 되면서 2006년 WBC에서는 2루수로 기용되었다. 2005년에 무릎 통증이 발병한 이후 연쇄적인 하반신의 부상이나 목의 통증 등의 부상이 매우 많아 고사카 마코토가 요미우리 자이언츠로 이적한 2006년 이후에는 팀내에서의 역할이나 부담의 증가를 고려해 유격수로 기용이 고정되어 다른 수비 위치에 변경되는 경우가 없었지만 미네소타 트윈스로 이적한 애당초에는 2루수로 기용되었다.

## 상세 정보

### 출신 학교
- 오사카도인 고등학교

### 선수 경력
NPB
- 지바 롯데 마린스(2003년 ~ 2010년)
- 한신 타이거스(2013년 ~ 2018년)

MLB
- 미네소타 트윈스(2011년 ~ 2012년)

BC리그
- 도치기 골든 브레이브스(2019년 ~ )

국가 대표 경력
- 월드 베이스볼 클래식 일본 국가대표팀(2006년)
- 베이징 올림픽 일본 국가대표팀(2008년)

### 수상·타이틀 경력

#### 타이틀
- 수위 타자: 1회(2010년)
- 최다 안타: 1회(2010년)
- 도루왕: 2회(2005년, 2006년)

#### 수상
- 베스트 나인: 4회(2005년, 2007년, 2010년, 2013년)[9]
- 골든 글러브상: 3회(2005년, 2007년, 2010년)[10]
- 월간 MVP: 3회(2005년 3·4월, 2010년 5월, 2010년 9월)
- JA 전농 Go·Go상: 1회(최다 2·3루타상: 2007년 8월)
- 지바시 시민 영예상(2006년)

### 개인 기록

#### 첫 기록
- 첫 출장: 2003년 6월 23일, 대 세이부 라이온스 14차전(세이부 돔), 9회초에 호리 고이치의 대주자로서 출장
- 첫 안타: 2003년 6월 28일, 대 오릭스 블루웨이브 15차전(지바 마린 스타디움), 7회말에 도카노 히사시로부터
- 첫 선발 출장: 2003년 6월 29일, 대 오릭스 블루웨이브 16차전(지바 마린 스타디움), 2번·2루수로서 선발 출장
- 첫 타점: 2003년 7월 1일, 대 닛폰햄 파이터스 14차전(도쿄 돔), 5회초에 카를로스 미라발로부터 적시 2루타
- 첫 홈런: 2004년 6월 27일, 대 세이부 라이온스 16차전(도야마 시민 구장 알펜 스타디움), 2회말에 고토 미쓰타카로부터 우월 선제 2점 홈런
- 첫 도루: 상동, 8회말에 2루 안착(투수: 오누마 고지, 포수: 노다 고스케)

#### 기록 달성 경력(NPB)
- 통산 1000안타: 2013년 7월 16일, 대 요미우리 자이언츠 13차전(한신 고시엔 구장), 2회말에 스가노 도모유키로부터 중전 안타 ※역대 273번째

#### MLB, NPB에 걸친 기록
- 미일 통산 1000안타: 2013년 5월 4일, 대 도쿄 야쿠르트 스왈로스 8차전(한신 고시엔 구장), 6회말에 쇼다 이쓰키로부터 좌월 3루타 ※역대 7번째

#### 기타
- 시즌 맹타상: 27회(2010년) ※일본 프로 야구 기록
- 시즌 200안타 ※역대 4번째(2010년, 프로 야구 역대 4번째이자 스위치 히터로서는 사상 최초)
- 올스타전 출장: 6회(2005년 ~ 2008년, 2010년, 2013년)

### 등번호
- 7(2003년 ~ 2010년, 2013년 ~ 2016년)
- 1(2011년 ~ 2012년, 2019년)
- 5(2017년 ~ 2018년)

### 등록명
- 西岡 剛(2003년 ~ 2006년, 2008년 ~ 2010년)
- TSUYOSHI(2007년)

### 연도별 타격 성적
| 연 도     | 소 속     | 경 기 | 타 석 | 타 수 | 득 점 | 안 타 | 2 루 타 | 3 루 타 | 홈 런 | 루 타 | 타 점 | 도 루 | 도 루 자 | 희 생 번 | 희 생 플 | 볼 넷 | 고 4 | 사 구 | 삼 진 | 병 살 타 | 타 율 | 출 루 율 | 장 타 율 | O P S |
| --------- | --------- | ----- | ----- | ----- | ----- | ----- | ------- | ------- | ----- | ----- | ----- | ----- | -------- | -------- | -------- | ----- | ---- | ----- | ----- | -------- | ----- | -------- | -------- | ----- |
| 2003년    | 지바 롯데 | 7     | 11    | 9     | 3     | 3     | 2       | 0       | 0     | 5     | 1     | 0     | 0        | 0        | 0        | 2     | 0    | 0     | 1     | 0        | .333  | .455     | .556     | 1.010 |
| 2004년    | 지바 롯데 | 63    | 232   | 212   | 32    | 54    | 8       | 2       | 6     | 84    | 35    | 8     | 2        | 2        | 2        | 14    | 0    | 2     | 37    | 2        | .255  | .304     | .396     | .701  |
| 2005년    | 지바 롯데 | 122   | 493   | 447   | 80    | 120   | 22      | 11      | 4     | 176   | 48    | 41    | 9        | 6        | 4        | 31    | 0    | 5     | 51    | 6        | .268  | .320     | .394     | .714  |
| 2006년    | 지바 롯데 | 115   | 485   | 426   | 58    | 120   | 20      | 7       | 4     | 166   | 27    | 33    | 17       | 4        | 3        | 49    | 2    | 3     | 61    | 6        | .282  | .358     | .390     | .747  |
| 2007년    | 지바 롯데 | 130   | 559   | 494   | 76    | 148   | 31      | 3       | 3     | 194   | 40    | 27    | 13       | 7        | 4        | 50    | 0    | 4     | 73    | 3        | .300  | .366     | .393     | .759  |
| 2008년    | 지바 롯데 | 116   | 522   | 473   | 78    | 142   | 26      | 6       | 13    | 219   | 49    | 18    | 11       | 4        | 2        | 36    | 1    | 7     | 68    | 3        | .300  | .357     | .463     | .820  |
| 2009년    | 지바 롯데 | 120   | 531   | 454   | 70    | 118   | 24      | 5       | 14    | 194   | 41    | 26    | 10       | 3        | 2        | 67    | 3    | 5     | 76    | 6        | .260  | .361     | .427     | .787  |
| 2010년    | 지바 롯데 | 144   | 692   | 596   | 121   | 206   | 32      | 8       | 11    | 287   | 59    | 22    | 11       | 8        | 5        | 79    | 1    | 4     | 96    | 8        | .346  | .423     | .482     | .904  |
| 2011년    | MIN       | 68    | 240   | 221   | 14    | 50    | 5       | 0       | 0     | 55    | 19    | 2     | 4        | 3        | 0        | 15    | 1    | 1     | 43    | 1        | .226  | .278     | .249     | .527  |
| 2012년    | MIN       | 3     | 14    | 12    | 0     | 0     | 0       | 0       | 0     | 0     | 1     | 0     | 0        | 0        | 1        | 1     | 0    | 0     | 1     | 0        | .000  | .071     | .000     | .071  |
| 2013년    | 한신      | 122   | 549   | 497   | 57    | 144   | 28      | 3       | 4     | 190   | 44    | 11    | 3        | 0        | 6        | 44    | 2    | 1     | 65    | 6        | .290  | .346     | .382     | .729  |
| 2014년    | 한신      | 24    | 46    | 38    | 6     | 9     | 3       | 1       | 0     | 14    | 4     | 0     | 1        | 1        | 0        | 7     | 0    | 0     | 6     | 0        | .237  | .356     | .368     | .724  |
| 2015년    | 한신      | 50    | 196   | 172   | 20    | 45    | 8       | 0       | 2     | 59    | 14    | 1     | 3        | 0        | 1        | 22    | 0    | 1     | 21    | 5        | .262  | .347     | .343     | .692  |
| 2016년    | 한신      | 55    | 205   | 190   | 16    | 56    | 7       | 1       | 0     | 65    | 15    | 6     | 1        | 0        | 0        | 13    | 1    | 2     | 25    | 5        | .295  | .346     | .342     | .688  |
| 2017년    | 한신      | 32    | 100   | 92    | 6     | 21    | 4       | 0       | 0     | 25    | 5     | 3     | 2        | 0        | 0        | 7     | 0    | 1     | 17    | 0        | .228  | .290     | .272     | .562  |
| NPB: 13년 | NPB: 13년 | 1100  | 4621  | 4100  | 623   | 1186  | 215     | 47      | 61    | 1678  | 382   | 196   | 83       | 35       | 29       | 422   | 10   | 35    | 597   | 50       | .289  | .358     | .409     | .768  |
| MLB: 2년  | MLB: 2년  | 71    | 254   | 233   | 14    | 50    | 5       | 0       | 0     | 55    | 20    | 2     | 4        | 3        | 1        | 16    | 1    | 1     | 44    | 1        | .215  | .267     | .236     | .503  |

- 2017년 기준, 굵은 글씨는 시즌 최고 성적, 붉은색 글씨는 일본 프로 야구 역대 최고 성적.

### 연도별 수비 성적
| 연도      | 소속      | 1루  | 1루  | 1루  | 1루  | 1루  | 1루    | 2루  | 2루  | 2루  | 2루  | 2루  | 2루    | 3루  | 3루  | 3루  | 3루  | 3루  | 3루    | 유격 | 유격 | 유격 | 유격 | 유격 | 유격   | 외야 | 외야 | 외야 | 외야 | 외야 | 외야   |
| 연도      | 소속      | 경기 | 척살 | 보살 | 실책 | 병살 | 수비율 | 경기 | 척살 | 보살 | 실책 | 병살 | 수비율 | 경기 | 척살 | 보살 | 실책 | 병살 | 수비율 | 경기 | 척살 | 보살 | 실책 | 병살 | 수비율 | 경기 | 척살 | 보살 | 실책 | 병살 | 수비율 |
| --------- | --------- | ---- | ---- | ---- | ---- | ---- | ------ | ---- | ---- | ---- | ---- | ---- | ------ | ---- | ---- | ---- | ---- | ---- | ------ | ---- | ---- | ---- | ---- | ---- | ------ | ---- | ---- | ---- | ---- | ---- | ------ |
| 2005      | 지바 롯데 | -    | -    | -    | -    | -    | -      | 91   | 137  | 211  | 2    | 38   | .994   | -    | -    | -    | -    | -    | -      | 63   | 85   | 173  | 3    | 33   | .989   | -    | -    | -    | -    | -    | -      |
| 2006      | 지바 롯데 | -    | -    | -    | -    | -    | -      | -    | -    | -    | -    | -    | -      | -    | -    | -    | -    | -    | -      | 115  | 183  | 339  | 13   | 59   | .976   | -    | -    | -    | -    | -    | -      |
| 2007      | 지바 롯데 | -    | -    | -    | -    | -    | -      | -    | -    | -    | -    | -    | -      | -    | -    | -    | -    | -    | -      | 127  | 191  | 421  | 15   | 83   | .976   | -    | -    | -    | -    | -    | -      |
| 2008      | 지바 롯데 | -    | -    | -    | -    | -    | -      | -    | -    | -    | -    | -    | -      | -    | -    | -    | -    | -    | -      | 115  | 142  | 324  | 10   | 66   | .979   | -    | -    | -    | -    | -    | -      |
| 2009      | 지바 롯데 | -    | -    | -    | -    | -    | -      | -    | -    | -    | -    | -    | -      | -    | -    | -    | -    | -    | -      | 115  | 163  | 327  | 12   | 61   | .976   | -    | -    | -    | -    | -    | -      |
| 2010      | 지바 롯데 | -    | -    | -    | -    | -    | -      | -    | -    | -    | -    | -    | -      | -    | -    | -    | -    | -    | -      | 144  | 222  | 440  | 19   | 81   | .972   | -    | -    | -    | -    | -    | -      |
| 2011      | MIN       | -    | -    | -    | -    | -    | -      | 6    | 10   | 14   | 2    | 8    | .923   | -    | -    | -    | -    | -    | -      | 60   | 96   | 172  | 10   | 33   | .964   | -    | -    | -    | -    | -    | -      |
| 2012      | MIN       | -    | -    | -    | -    | -    | -      | 3    | 6    | 11   | 2    | 5    | .895   | -    | -    | -    | -    | -    | -      | -    | -    | -    | -    | -    | -      | -    | -    | -    | -    | -    | -      |
| 2013      | 한신      | -    | -    | -    | -    | -    | -      | 108  | 186  | 316  | 7    | 53   | .986   | 7    | 8    | 6    | 1    | 1    | .933   | -    | -    | -    | -    | -    | -      | -    | -    | -    | -    | -    | -      |
| 2014      | 한신      | -    | -    | -    | -    | -    | -      | 3    | 2    | 5    | 0    | 2    | 1.000  | 6    | 4    | 9    | 2    | 2    | .867   | -    | -    | -    | -    | -    | -      | -    | -    | -    | -    | -    | -      |
| 2015      | 한신      | -    | -    | -    | -    | -    | -      | -    | -    | -    | -    | -    | -      | 44   | 16   | 67   | 5    | 3    | .943   | -    | -    | -    | -    | -    | -      | -    | -    | -    | -    | -    | -      |
| 2016      | 한신      | -    | -    | -    | -    | -    | -      | 48   | 100  | 102  | 6    | 12   | .971   | -    | -    | -    | -    | -    | -      | -    | -    | -    | -    | -    | -      | 3    | 1    | 0    | 0    | 0    | 1.000  |
| 2017      | 한신      | 1    | 9    | 3    | 0    | 0    | 1.000  | 12   | 21   | 34   | 0    | 7    | 1.000  | -    | -    | -    | -    | -    | -      | -    | -    | -    | -    | -    | -      | 8    | 17   | 0    | 2    | 0    | .895   |
| NPB: 11년 | NPB: 11년 | 1    | 9    | 3    | 0    | 0    | 1.000  | 262  | 446  | 668  | 15   | 112  | .987   | 57   | 28   | 82   | 8    | 6    | .932   | 679  | 986  | 2024 | 72   | 383  | .976   | 11   | 18   | 0    | 2    | 0    | .900   |
| MLB: 2년  | MLB: 2년  | -    | -    | -    | -    | -    | -      | 9    | 16   | 25   | 4    | 13   | .911   | -    | -    | -    | -    | -    | -      | 60   | 96   | 172  | 10   | 33   | .964   | -    | -    | -    | -    | -    | -      |

- 2017년 기준, 굵은 글씨는 시즌 최고 성적.